# Mille Plateaux
Mille Plateaux es un influyente sello discográfico de música electrónica fundado en 1993 por Achim Szepanski en Fráncfort, Alemania. Es conocido por publicar principalmente minimal techno, glitch music y otras formas experimentales de música electrónica.

## Origen y filosofía
Mille Plateaux fue fundado en 1993 como subsidiario del sello Force Inc. Music Works. Force Inc. nació con un catálogo orientado hacia el hardcore, estando profundamente imbuido tanto por la estética de Underground Resistance como por el movimiento rave de los primeros noventa. No obstante, la deriva de este movimiento desde su origen underground hacia una cada vez mayor comercialización y masificación, llevaron a  Achim Szepanski a la creación de Mille Plateaux como lugar donde alojar un tipo de producción musical más experimental y abstracta, y al tiempo comprometida con una visión de la realidad dominada por la visión postestructuralista de filósofos como Gilles Deleuze y Felix Guattari.
El nombre del sello deriva del libro "Mille Plateaux" de Gilles Deleuze y Félix Guattari, publicado en 1980.

## Historia
En el año 2000, Mille Plateaux comenzó a publicar su serie de discos Clicks & Cuts, que contenía el trabajo de diferentes luminarias tanto del catálogo de Mille Plateaux como de otros sellos explorando la música glitch y está considerado tanto la génesis de este movimiento como una "publicación verdaderamente visionaria".
Hacia comienzos de 2004, la empresa matriz de Mille Plateaux, Force Inc. Music Works, entró en bancarrota como consecuencia del colapso del principal distribuidor alemán de música independiente, EFA-Medien. Mille Plateaux y otros sellos propiedad de Force Inc. Music Works tuvieron que cerrar. El sello revivió brevemente hacia finales del 2004 bajo el nombre MillePlateauxMedia, con 4 publicaciones. En 2005, Rai Streubel Music S.L. publicó dos discos en el sello Supralinear con la nota "por Mille Plateaux".
En 2006, Mille Plateaux (junto a otros antiguos sellos de Force Inc. Music Works como Force Inc. y Force Tracks) fueron adquiridos por la compañía de Berlín Disco Inc. Ltd., quien solo publicó dos álbumes en CD. En marzo de 2008, Mille Plateaux fue adquirido por Total Recall, una tienda online y distribuidor de música nueva y de segunda mano. Su nuevo dueño Marcus Gabler, conocido por ser cantante de la banda Okay, pretende cerrar el hueco existente desde 2003 y continuar con su trabajo original. Mille Plateaux relanzó su actividad el 7 de mayo de 2010 publicando tres nuevos álbumes.

## Subsellos
- Ritornell: comenzó en 1999, siendo incluso más abstracto y experimental que su sello matriz.
- Cluster: comenzó en 2010, publica música ambient experimental.
- Force Intel: comenzó en 2010, publica música electrónica menos experimental, típicamente IDM.

## Artistas significativos
Algunos artistas que publicaron en el sello con anterioridad a 2004 fueron:
- Alec Empire
- Kid 606
- Akufen
- Alva Noto
- Frank Bretschneider
- Twerk
- Thomas Köner
- Vladislav Delay
- snd
- Terre Thaemlitz
- Porter Ricks
- Stewart Walker
- Ultra-red
- Cristian Vogel
- Curd Duca
- Wolfgang Voigt
- Oval
- Microstoria
- Marvin Ayres
- Andreas Tilliander

Algunos artistas que publicaron en el sello o alguno de sus sustitutos entre 2004 y 2010 fueron:
- Thomas Köner
- Edith Progue
- Ran Slavin
- Bizz Circuits

Algunos artistas que han publicado en el sello desde su relanzamiento en 2010:
- Ametsub
- Craig Vear
- Gultskra Artikler
- Kabutogani
- Klive
- Wyatt Keusch
- Pleq